# Xavier-Charles Letier
Xavier-Charles Letier is een Belgisch voormalig hockeyer.

## Levensloop
Letier was actief bij Royal Uccle Sport. In 2004 maakte hij de overstap naar Royal Léopold. Met deze club werd hij in seizoen 2004-'05 landskampioen.
Daarnaast was hij actief bij het Belgisch hockeyteam. Met de nationale selectie nam hij onder meer deel aan de Champions Challenge van 2001 te Kuala Lumpur en het Europees kampioenschap van 2003 te Barcelona. In totaal verzamelde hij 62 caps.